# ヤシン・ファハス
ヤシン・ファハス（Yassine Fahas、1987年4月19日-）は、フランス生まれのアルジェリアの男子アイスホッケー選手。
フランスのアイスホッケーリーグリーグ・マグヌス(en)のチームドゥク・ト・ディジョン(en)所属。アイスホッケーアルジェリア代表の発足当初からのメンバーの一人。